# Шахмери
Шахмери су насељено место у Босни и Херцеговини у граду Сребренику у Тузланском кантону које административно припада Федерацији Босне и Херцеговине. Према последњем попису становништва из 2013. у насељу је живело 108 становника.

## Географија
Насеље се налази на надморској висини од 252 метара, површине 1,26 км2, са густином насељености од 79,41  становника по км2.

## Историја
Насеље Шахмари је настало 1971. године издвајањем из насеља Сеона.

## Становништво
| Националност | 1971.        | 1981.        | 1991.        | 2013.        |
| Муслимани*   | 225 (100,0%) | 176 (100,0%) | 140 (100,0%) |              |
| Укупно       | 225 (100,0%) | 176 (100,0%) | 140 (100,0%) | 108 (100,0%) |

- Муслимани се данас углавном изјашњавају као Бошњаци.

## Рефеенце
1. ↑  „Promjene u sastavu i nazivima naselja za period 1948-1990 (str. 103)” (PDF). SL. L. SRBIH, 13/71. Приступљено 18. 4. 2017.
2. ↑  Савезни завод за статистику и евиденцију ФНРЈ и СФРЈ: Попис становништва 1948, 1953, 1961, 1971, 1981. и 1991. године.
3. ↑  Национални састав становништва 1971
4. ↑  Национални састав становништва 1981
5. ↑  Национални састав становништва 1991[мртва веза]
6. ↑  Насеље Шахмери